# Bronzeblatt
Das Bronzeblatt (Galax urceolata) ist die einzige Art aus der Pflanzengattung Galax in der Familie der Diapensiaceae.

## Merkmale
Das Bronzeblatt ist eine immergrüne, ausdauernde, krautige Pflanze, die Wuchshöhen von 20 bis 45 Zentimeter erreicht. Sie bilden dichte Matten aus verzweigten Rhizomen mit schuppigen Tragblättern. Die Blätter sind gestielt, die Blattspreite kreisförmig bis breit eiförmig mit herzförmigem Grund, 4 bis 15 Zentimeter breit und gesägt oder gekerbt. Ab den ersten Nachtfrösten verfärbt sie sich rötlich oder bronzefarben.
Die Blütezeit reicht von Juni bis Juli. Der kahle Blütenschaft hat eine Länge von 20 bis 40 Zentimeter. Die ährenähnlichen Trauben sind 5 bis 10 Zentimeter lang, die Krone weiß, die Kronzipfel länglich. Die Staubblätter und Staminodien sind annähernd gleichartig und miteinander an den Staubfäden verwachsen, die wiederum röhrenförmig und an ihrem Ansatz an den Kronblättern verwachsen sind, mit denen sie auch abfallen. Die an ihrem unteren Ende stumpf zulaufenden Staubbeutel sind einfächrig und öffnen sich horizontal. Der Griffel ist kurz.
Vom Bronzeblatt sind sowohl diploide wie tetraploide Sippen bekannt, 2n = 6 oder 12.

## Vorkommen
Das Bronzeblatt kommt im Südosten der USA in Virginia, North Carolina, South Carolina, Georgia und Alabama in lichten Bergwäldern zusammen mit Kalmia latifolia oder Rhododendron maximum vor.

## Nutzung
Das Bronzeblatt wird selten als Zierpflanze für Rhododendron-Bestände und Steingärten genutzt. Die Art ist seit spätestens 1756 in Kultur.

## Belege
- Eckehart J. Jäger, Friedrich Ebel, Peter Hanelt, Gerd K. Müller (Hrsg.): Rothmaler Exkursionsflora von Deutschland. Band 5: Krautige Zier- und Nutzpflanzen. Spektrum Akademischer Verlag, Berlin Heidelberg 2008, ISBN 978-3-8274-0918-8.